# Elaphrosaurus
 (janvier 2012).
Genre
Espèce
Elaphrosaurus, qui signifie "reptile léger", vivait en Tanzanie il y a 150 Ma.

## Description
Le squelette trouvé en 1920 était dépourvu de tête, si bien que l'on ne sait pas si l'élaphrosaurus avait des dents ou un bec. Mais on pense qu'il était carnivore.
C'était un coureur rapide qui marchait sur ses deux longues pattes arrière. Il mesurait environ 5 mètres de longueur pour 2 mètres de hauteur.

## Culture populaire
Étant donné qu'on ne sait presque rien de cet animal, il est peu représenté dans les œuvres de fiction :
- Cependant, un élaphrosaurus apparaît dans le numéro 6 de la série de comics "Return to Jurassic Park", où il poursuit brièvement les deux protagonistes, Abby et Derek, avant d’être stoppé par ce dernier qui lui tire dessus avec un lance-fusée.

## Études récentes et compréhension évolutive
Les recherches récentes sur l'Elaphrosaurus ont mis en lumière sa potentielle importance écologique dans les écosystèmes préhistoriques. En tant que prédateur potentiel, sa présence aurait pu influencer l'évolution et le comportement de diverses autres espèces, jouant ainsi un rôle clé dans la régulation des chaînes alimentaires de son époque. De nouvelles analyses suggèrent également que l'Elaphrosaurus aurait pu avoir une aire de répartition bien plus large que ce qui était précédemment supposé, avec des preuves de sa présence en dehors de la Tanzanie, notamment en Australie. Ces découvertes remettent en question les théories précédentes sur la distribution géographique de cette espèce et ouvrent de nouvelles perspectives sur son mode de vie, son comportement et son rôle écologique.

## Classification phylogénétique au sein des Noasauridae
Position phylogénétique des Elaphrosaurus au sein des Noasauridae:
|  | Abelisauridae                                                |
|  |                                                              |
|  | \| \| Limusaurus \| \| \| \| \| \| Elaphrosaurus \| \| \| \| |
|  |                                                              |
|  | Limusaurus                                                   |
|  |                                                              |
|  | Elaphrosaurus                                                |
|  |                                                              |

|  | Limusaurus    |
|  |               |
|  | Elaphrosaurus |
|  |               |

|  | Masiakasaurus                                                 |
|  |                                                               |
|  | \| \| Vespersaurus \| \| \| \| \| \| Velocisaurus \| \| \| \| |
|  |                                                               |
|  | Vespersaurus                                                  |
|  |                                                               |
|  | Velocisaurus                                                  |
|  |                                                               |

|  | Vespersaurus |
|  |              |
|  | Velocisaurus |
|  |              |

|  | Abelisauridae                                                |
|  |                                                              |
|  | \| \| Limusaurus \| \| \| \| \| \| Elaphrosaurus \| \| \| \| |
|  |                                                              |
|  | Limusaurus                                                   |
|  |                                                              |
|  | Elaphrosaurus                                                |
|  |                                                              |

|  | Limusaurus    |
|  |               |
|  | Elaphrosaurus |
|  |               |

|  | Masiakasaurus                                                 |
|  |                                                               |
|  | \| \| Vespersaurus \| \| \| \| \| \| Velocisaurus \| \| \| \| |
|  |                                                               |
|  | Vespersaurus                                                  |
|  |                                                               |
|  | Velocisaurus                                                  |
|  |                                                               |

|  | Vespersaurus |
|  |              |
|  | Velocisaurus |
|  |              |